# 737

737(칠백삼십칠)은 736보다 크고 738보다 작은 자연수다.

## 수학
- 합성수로, 그 약수는 1, 11, 67, 737이다. 진약수의 합은 79이므로, 737은 부족수다.
  - 223번째 반소수다. 앞의 반소수는 734, 다음 반소수는 745다.
- 회문수다.
- {\displaystyle 737=2^{3}+9^{3}=2^{3}+3^{6}}
  - 서로 다른 두 자연수의 세제곱합으로 나타낼 수 있는 수다.
- {\displaystyle 68^{10}-1}은 737로 나누어떨어진다.

## 과학·기술
- 737 아레키파(영어판): 소행성.
- 마쓰다 737C(일본어판, 영어판): 일본의 프로토타입 레이싱카.

## 교통

### 항공
- 보잉 737: 보잉에서 개발한 항공기. 보잉의 여객기 중 가장 많이 팔렸다.
  - 보잉 737 클래식, 보잉 737 MAX

### 철도
- 홋카이도여객철도 737계 전동차(일본어판)
- 서울 지하철 7호선 남성역의 역번호.

### 도로
- 737번 지방도: 전북특별자치도 남원시 주천면 고기리에서 산내면 덕동리까지 이어지는 대한민국의 지방도.
- 현도 제737호선

## 군사
- 737 해군 항공대(영어판): 과거 존재한 영국의 해군 항공대.
- U-737(영어판, 독일어판): 제2차 세계 대전에 사용된 나치 독일의 군용 잠수함.

## 문화유산
- 대한민국의 보물 제737호: 불조역대통재

## 기타
- 연도: 737년, 기원전 737년